# ایستگاه راه‌آهن پیام
ایستگاه راه‌آهن پیام در روستای پیام در جنوب شهرستان مرند در استان آذربایجان شرقی واقع شده‌است. این ایستگاه تحت مالکیت شرکت راه‌آهن جمهوری اسلامی ایران قرار دارد.
ساختمان ایستگاه پیام در سال ۱۳۹۹ با شمارهٔ ۳۲۸۷۱ به‌عنوان یکی از آثار ملی ایران به ثبت رسیده‌است.